# I liga argentyńska w piłce nożnej (1954)
Mistrzem Argentyny w roku 1954 został klub Boca Juniors, a wicemistrzem Argentyny klub Independiente.
Do drugiej ligi spadł ostatni w tabeli klub CA Banfield. Na jego miejsce awansował z drugiej ligi klub Estudiantes La Plata.

## Primera División

### Kolejka 1
| Data            | Mecz |
| --------------- | --- |
| 4 kwietnia 1954 | Newell’s Old Boys – Boca Juniors 2:3 Bernabé Carranza, Héctor Otero s - Juan A. Vairo, Rubén Fernández Real (2) |
| 4 kwietnia 1954 | River Plate – Club Atlético Lanús 5:2 Walter Gómez (4), Enrique Sívori - Juan C. Tacchi (k), Urbano Reynoso     |
| 4 kwietnia 1954 | Vélez Sarsfield – San Lorenzo de Almagro 1:2 Juan C. Mendiburu - Oscar Coll, Ángel Berni                        |
| 4 kwietnia 1954 | CA Tigre – Racing Club de Avellaneda 2:0 Ernesto Cucchiaroni, Héctor De Bourgoing                               |
| 4 kwietnia 1954 | Independiente – Chacarita Juniors 1:0 Ernesto Grillo                                                            |
| 4 kwietnia 1954 | CA Banfield – CA Platense 1:2 Felipe Magnelli - Vicente Sayago, Manuel Murúa                                    |
| 4 kwietnia 1954 | CA Huracán – Ferro Carril Oeste 0:1 Alberto De Zorzi                                                            |
| 4 kwietnia 1954 | Gimnasia y Esgrima La Plata – Rosario Central 0:0                                                               |

### Kolejka 2
| Data             | Mecz                                                                                       |
| ---------------- | ------------------------------------------------------------------------------------------ |
| 11 kwietnia 1954 | Boca Juniors – Independiente 0:3 Osvaldo Cruz (2), Ricardo Bonelli                         |
| 11 kwietnia 1954 | Ferro Carril Oeste – River Plate 1:1 Antonio García - Enrique Sívori                       |
| 11 kwietnia 1954 | Club Atlético Lanús – CA Tigre 1:0 Osvaldo Gil                                             |
| 11 kwietnia 1954 | Chacarita Juniors – CA Banfield 2:2 Conde, Federico Pizarro (k) - Caccia, Felipe Magnelli  |
| 11 kwietnia 1954 | CA Platense – San Lorenzo de Almagro 1:1 Vicente Sayago (k) - Oscar Coll                   |
| 11 kwietnia 1954 | Racing Club de Avellaneda – Gimnasia y Esgrima La Plata 1:1 Norberto Cupo - José Maravilla |
| 11 kwietnia 1954 | Rosario Central – Newell’s Old Boys 2:0 Humberto Rosa, Eduardo L’Epíscopo                  |
| 11 kwietnia 1954 | CA Huracán – Vélez Sarsfield 1:1 Ricardo Infante - Norberto Conde                          |

### Kolejka 3
| Data             | Mecz |
| ---------------- | --- |
| 18 kwietnia 1954 | CA Banfield – Boca Juniors 1:2 Gustavo Albella - Rubén Fernández Real, Federico Edwards (k)                                  |
| 18 kwietnia 1954 | River Plate – CA Huracán 2:2 Enrique Sívori, Santiago Vernazza - Ricardo Infante, Donato Hernández                           |
| 18 kwietnia 1954 | Independiente – Rosario Central 1:1 Ricardo Bonelli - Oscar Massei                                                           |
| 18 kwietnia 1954 | Gimnasia y Esgrima La Plata – Club Atlético Lanús 3:3 Luis Pentrelli (2), Héctor Barci - Juan C. Tacchi (2, 1k), José Florio |
| 18 kwietnia 1954 | Vélez Sarsfield – CA Platense 3:1 Juan J. Ferraro, Norberto Conde, Ernesto Sansone - René Seghini                            |
| 18 kwietnia 1954 | CA Tigre – Ferro Carril Oeste 1:1 Ernesto Cucchiaroni - Nelson Martínez                                                      |
| 18 kwietnia 1954 | San Lorenzo de Almagro – Chacarita Juniors 4:1 Oscar Coll (2, 1k), José F. Sanfilippo, Juan A. Benavídez - Pedro Nápoli      |
| 28 kwietnia 1954 | Newell’s Old Boys – Racing Club de Avellaneda 1:2 Bernabé Carranza - Juan J. Pizzuti (2)                                     |

### Kolejka 4
| Data        | Mecz |
| ----------- | --- |
| 2 maja 1954 | Boca Juniors – San Lorenzo de Almagro 2:1 Rubén Fernández Real, Ángel Aguilar - Juan A. Benavídez                     |
| 2 maja 1954 | Racing Club de Avellaneda – Independiente 1:4 Llamil Simes - Rodolfo Micheli (2), Ernesto Grillo, Juan P. Barraza (k) |
| 2 maja 1954 | River Plate – Vélez Sarsfield 3:0 Walter Gómez (2), Félix Loustau                                                     |
| 2 maja 1954 | CA Huracán – CA Tigre 1:2 José M. Sánchez - Héctor De Bourgoing, Ernesto Cucchiaroni                                  |
| 2 maja 1954 | Rosario Central – CA Banfield 2:4 Oscar Massei (2) - Adalberto Rodríguez, Gustavo Albella (3)                         |
| 2 maja 1954 | Ferro Carril Oeste – Gimnasia y Esgrima La Plata 1:1 Carlos Lara - José Maravilla                                     |
| 2 maja 1954 | Chacarita Juniors – CA Platense 1:1 Perfecto Rodríguez - Alfredo López                                                |
| 2 maja 1954 | Club Atlético Lanús – Newell’s Old Boys 3:1 Juan C. Tacchi, Osvaldo Gil, Raúl Contini - Eduardo Bernardo              |

### Kolejka 5
| Data        | Mecz |
| ----------- | --- |
| 9 maja 1954 | CA Platense – Boca Juniors 2:0 Vicente Sayago, Alfredo López                                                                               |
| 9 maja 1954 | Independiente – Club Atlético Lanús 0:0 |
| 9 maja 1954 | CA Tigre – River Plate 2:3 Luis Cesáreo, Jorge Sánchez García - Walter Gómez (2), Enrique Sívori                                           |
| 9 maja 1954 | San Lorenzo de Almagro – Rosario Central 6:1 Oscar Coll (2, 1k), José F. Sanfilippo, Ángel Berni (2), Juan A. Benavídez (k) - Oscar Massei |
| 9 maja 1954 | Vélez Sarsfield – Chacarita Juniors 1:2 Juan J. Ferraro - Federico Pizarro, Perfecto Rodríguez                                             |
| 9 maja 1954 | CA Banfield – Racing Club de Avellaneda 2:1 Héctor D’Angelo, Adalberto Rodríguez - Juan J. Pizzuti (k)                                     |
| 9 maja 1954 | Gimnasia y Esgrima La Plata – CA Huracán 4:3 Luis Pentrelli, Raúl Gutiérrez (3) - Elio Montaño, Mario Boyé, José M. Sánchez                |
| 9 maja 1954 | Newell’s Old Boys – Ferro Carril Oeste 2:2 Juan C. Bellotti (2) - Antonio García, Carlos Lara                                              |

### Kolejka 6
| Data         | Mecz |
| ------------ | --- |
| 16 maja 1954 | Boca Juniors – Chacarita Juniors 1:0 Federico Edwards (k)                                                         |
| 16 maja 1954 | Racing Club de Avellaneda – San Lorenzo de Almagro 3:1 Oscar Rossi, Manuel Blanco, Llamil Simes - Oscar Basso (k) |
| 16 maja 1954 | River Plate – Gimnasia y Esgrima La Plata 1:0 Félix Loustau                                                       |
| 16 maja 1954 | Ferro Carril Oeste – Independiente 2:1 Carlos Lara, Torres - Rodolfo Micheli                                      |
| 16 maja 1954 | CA Huracán – Newell’s Old Boys 1:0 Elio Montaño                                                                   |
| 16 maja 1954 | CA Tigre – Vélez Sarsfield 0:1 Norberto Conde                                                                     |
| 16 maja 1954 | Club Atlético Lanús – CA Banfield 4:0 José Florio, Benito Cejas, Juan C. Tacchi, Osvaldo Gil                      |
| 16 maja 1954 | Rosario Central – CA Platense 2:1 Oscar Massei, Antonio Gauna - Vicente Sayago                                    |

### Kolejka 7
| Data         | Mecz |
| ------------ | --- |
| 23 maja 1954 | Vélez Sarsfield – Boca Juniors 0:2 José Borello, Juan A. Vairo                                                                      |
| 23 maja 1954 | Independiente – CA Huracán 2:2 Rodolfo Micheli, Ricardo Bonelli - Mario Boyé (2, 1k)                                                |
| 23 maja 1954 | San Lorenzo de Almagro – Club Atlético Lanús 6:0 Juan A. Benavídez, Ángel Berni (2), Emilio Prato s, Oscar Coll, José F. Sanfilippo |
| 23 maja 1954 | CA Platense – Racing Club de Avellaneda 2:0 Manuel Murúa, Vicente Sayago                                                            |
| 23 maja 1954 | Newell’s Old Boys – River Plate 1:1 Raúl O. Belén - Santiago Vernazza                                                               |
| 23 maja 1954 | CA Banfield – Ferro Carril Oeste 2:2 Oscar Garansini s, Norberto Boggio - Alberto Piovano (k), Torres                               |
| 23 maja 1954 | Chacarita Juniors – Rosario Central 3:0 Perfecto Rodríguez, Julio Costa (2)                                                         |
| 23 maja 1954 | Gimnasia y Esgrima La Plata – CA Tigre 1:3 Rodolfo Méndez - Ernesto Cucchiaroni, Héctor De Bourgoing (2)                            |

### Kolejka 8
| Data         | Mecz |
| ------------ | --- |
| 30 maja 1954 | Rosario Central – Boca Juniors 0:1 Eliseo Mouriño                                                         |
| 30 maja 1954 | River Plate – Independiente 2:3 Santiago Vernazza, Ángel Labruna - Carlos Cecconato (2), Ricardo Bonelli  |
| 30 maja 1954 | Ferro Carril Oeste – San Lorenzo de Almagro 2:0 Alberto Piovano, Héctor Berón                             |
| 30 maja 1954 | Racing Club de Avellaneda – Chacarita Juniors 4:0 Llamil Simes, Humberto Maschio, Juan J. Pizzuti (2, 1k) |
| 30 maja 1954 | CA Huracán – CA Banfield 1:1 Ricardo Infante - Norberto Boggio                                            |
| 30 maja 1954 | Gimnasia y Esgrima La Plata – Vélez Sarsfield 1:1 Raúl Gutiérrez - Norberto Conde                         |
| 30 maja 1954 | CA Tigre – Newell’s Old Boys 2:0 José D. Chirico, Héctor De Bourgoing                                     |
| 30 maja 1954 | Club Atlético Lanús – CA Platense 2:2 Urbano Reynoso, Juan C. Tacchi (k) - Alfredo López, Jorge Maldonado |

### Kolejka 9
| Data           | Mecz |
| -------------- | --- |
| 6 czerwca 1954 | Boca Juniors – Racing Club de Avellaneda 2:0 Federico Edwards (k), Miguel A. Baiocco                                                          |
| 6 czerwca 1954 | Independiente – CA Tigre 1:1 Ricardo Bonelli - Luis Cesáreo                                                                                   |
| 6 czerwca 1954 | Chacarita Juniors – Club Atlético Lanús 0:0                                                                                                   |
| 6 czerwca 1954 | San Lorenzo de Almagro – CA Huracán 2:1 Ángel Berni (2) - Ricardo Infante                                                                     |
| 6 czerwca 1954 | CA Banfield – River Plate 1:2 Ángel Feliú (k) - Walter Gómez, Santiago Vernazza                                                               |
| 6 czerwca 1954 | CA Platense – Ferro Carril Oeste 4:0 Héctor López (3), Manuel Murúa                                                                           |
| 6 czerwca 1954 | Vélez Sarsfield – Rosario Central 1:1 Juan J. Ferraro - Juan Portaluppi                                                                       |
| 6 czerwca 1954 | Newell’s Old Boys – Gimnasia y Esgrima La Plata 4:2 Raúl O. Belén, Eduardo Bernardo, Orlando Peloso (k), José Yudica - Rodolfo Smargiassi (2) |

### Kolejka 10
| Data            | Mecz |
| --------------- | --- |
| 13 czerwca 1954 | Ferro Carril Oeste – Chacarita Juniors 2:0                                                                       |
| 13 czerwca 1954 | Gimnasia y Esgrima La Plata – Independiente 2:1 Raúl Gutiérrez (2) - Jorge Carboni s                             |
| 13 czerwca 1954 | Racing Club de Avellaneda – Rosario Central 3:1 Norberto Méndez, Llamil Simes (2) - Juan Portaluppi              |
| 13 czerwca 1954 | CA Huracán – CA Platense 3:3 Marcelo Ortigüela, Mario Boyé (2, 1k) - Manuel Murúa, Alfredo López, Vicente Sayago |
| 13 czerwca 1954 | River Plate – San Lorenzo de Almagro 1:3 Eliseo Prado - Ernesto Picot, Oscar Coll                                |
| 13 czerwca 1954 | Club Atlético Lanús – Boca Juniors 0:2 Rubén Fernández Real, Juan C. Navarro                                     |
| 13 czerwca 1954 | Newell’s Old Boys – Vélez Sarsfield 3:0 Roberto Puppo (2), Eduardo Bernardo                                      |
| 13 czerwca 1954 | CA Tigre – CA Banfield 3:1 Ernesto Cucchiaroni, José D. Chirico, Héctor De Bourgoing - Adalberto Rodríguez       |

### Kolejka 11
| Data            | Mecz |
| --------------- | --- |
| 20 czerwca 1954 | Boca Juniors – Ferro Carril Oeste 3:1 José Borello (2), Miguel A. Baiocco - Alberto De Zorzi               |
| 20 czerwca 1954 | CA Platense – River Plate 2:2 Héctor López, Manuel Murúa (k) - Ángel Labruna, Santiago Vernazza            |
| 20 czerwca 1954 | Independiente – Newell’s Old Boys 1:1 Rodolfo Bonelli - Raúl O. Belén                                      |
| 20 czerwca 1954 | San Lorenzo de Almagro – CA Tigre 3:2 Ángel Berni (2), Ernesto Picot - Jorge Sánchez García, Luis Cesáreo  |
| 20 czerwca 1954 | Rosario Central – Club Atlético Lanús 2:2 Oscar Massei, Humberto Rosa - Benito Cejas (2)                   |
| 20 czerwca 1954 | Vélez Sarsfield – Racing Club de Avellaneda 6:0 Juan J. Ferraro, Norberto Conde (2), Juan C. Mendiburu (3) |
| 20 czerwca 1954 | Chacarita Juniors – CA Huracán 2:2 Perfecto Rodríguez, Julio Costa - Mario Boyé, Horacio Onzari            |
| 20 czerwca 1954 | CA Banfield – Gimnasia y Esgrima La Plata 1:4 Antonio Villamor - Raúl Gutiérrez (3), Julio Gagliardo       |

### Kolejka 12
| Data         | Mecz |
| ------------ | --- |
| 4 lipca 1954 | River Plate – Chacarita Juniors 2:1 Santiago Vernazza (2, 2k) - Francisco Campana                       |
| 4 lipca 1954 | CA Tigre – CA Platense 2:2 Luis Cesáreo, Rubén Gil - Héctor López, Enrique Brunetti s                   |
| 4 lipca 1954 | Independiente – Vélez Sarsfield 2:1 Jorge Ruiz s, Rodolfo Micheli - Juan C. Mendiburu                   |
| 4 lipca 1954 | Ferro Carril Oeste – Rosario Central 1:2 Antonio García - Juan Portaluppi, Humberto Rosa                |
| 4 lipca 1954 | CA Huracán – Boca Juniors 1:0 Ricardo Infante                                                           |
| 4 lipca 1954 | Gimnasia y Esgrima La Plata – San Lorenzo de Almagro 1:2 Oscar Basso s - Juan A. Benavídez, Ángel Berni |
| 4 lipca 1954 | Club Atlético Lanús – Racing Club de Avellaneda 1:0 Osvaldo Gil                                         |
| 4 lipca 1954 | Newell’s Old Boys – CA Banfield 1:2 Eduardo Bernardo - Caccia (2)                                       |

### Kolejka 13
| Data          | Mecz |
| ------------- | --- |
| 18 lipca 1954 | Boca Juniors – River Plate 0:1 Eliseo Prado                                                                                                  |
| 18 lipca 1954 | Rosario Central – CA Huracán 1:2 Raúl Gómez - José M. Sánchez, Ricardo Infante                                                               |
| 18 lipca 1954 | CA Platense – Gimnasia y Esgrima La Plata 2:2 Alfredo López, Antonio Báez - Rafael Arcos, Raúl Gutiérrez                                     |
| 18 lipca 1954 | Chacarita Juniors – CA Tigre 0:1 Ernesto Cucchiaroni                                                                                         |
| 18 lipca 1954 | CA Banfield – Independiente 1:1 Caccia - Rodolfo Micheli                                                                                     |
| 18 lipca 1954 | Racing Club de Avellaneda – Ferro Carril Oeste 4:4 Norberto Cupo, Juan J. Pizzuti (2), Ricardo Fernández - Carlos Lara (3), Alberto De Zorzi |
| 18 lipca 1954 | San Lorenzo de Almagro – Newell’s Old Boys 2:3 Ernesto Picot, Juan A. Benavídez - Bernabé Carranza, Orlando Peloso (2, 1k)                   |
| 18 lipca 1954 | Vélez Sarsfield – Club Atlético Lanús 2:2 Norberto Conde, Juan C. Mendiburu - Osvaldo Gil, José Florio                                       |

### Kolejka 14
| Data          | Mecz                                                                                     |
| ------------- | ---------------------------------------------------------------------------------------- |
| 25 lipca 1954 | CA Tigre – Boca Juniors 0:2 Miguel A. Baiocco, Francisco Edwards (k)                     |
| 25 lipca 1954 | Independiente – San Lorenzo de Almagro 3:0 Ernesto Grillo, Carlos Cecconato (2)          |
| 25 lipca 1954 | River Plate – Rosario Central 4:0 Ángel Labruna, Enrique Sívori (2), Eliseo Prado        |
| 25 lipca 1954 | CA Huracán – Racing Club de Avellaneda 4:1 Elio Montaño (4) - Norberto Cupo              |
| 25 lipca 1954 | Newell’s Old Boys – CA Platense 1:2 Ramón Carranza - Gregorio Beraza, Alfredo López      |
| 25 lipca 1954 | Gimnasia y Esgrima La Plata – Chacarita Juniors 0:1 Francisco Campana                    |
| 25 lipca 1954 | Ferro Carril Oeste – Club Atlético Lanús 1:2 Carlos Lara (k) - Benito Cejas, Osvaldo Gil |
| 25 lipca 1954 | CA Banfield – Vélez Sarsfield 1:0 Adalberto Rodríguez                                    |

### Kolejka 15
| Data            | Mecz |
| --------------- | --- |
| 1 sierpnia 1954 | Boca Juniors – Gimnasia y Esgrima La Plata 5:0 José Borello (2), Antonio Pérsico, Fausto Rosello, Felipe Zelada                |
| 1 sierpnia 1954 | Racing Club de Avellaneda – River Plate 2:1 Manuel Blanco (2) - Santiago Vernazza (k)                                          |
| 1 sierpnia 1954 | San Lorenzo de Almagro – CA Banfield 3:1 Ángel Berni (3, 1k) - Omar Lorenzo                                                    |
| 1 sierpnia 1954 | Chacarita Juniors – Newell’s Old Boys 1:1 Francisco Campana - Eduardo Bernardo                                                 |
| 1 sierpnia 1954 | CA Platense – Independiente 2:6 Manuel Murúa (k), Gregorio Beraza - Ricardo Bonelli (2), Rodolfo Micheli (2), Osvaldo Cruz (2) |
| 1 sierpnia 1954 | Club Atlético Lanús – CA Huracán 3:2 Juan C. Tachi (3) - Elio Montaño (2)                                                      |
| 1 sierpnia 1954 | Vélez Sarsfield – Ferro Carril Oeste 1:1 Norberto Conde - Carlos Lara                                                          |
| 1 sierpnia 1954 | Rosario Central – CA Tigre 9:2 Oscar Massei, Antonio Gauna, Miguel La Rosa, Juan Portaluppi (4), Antonio Zin (2) - ?, ?        |

### Kolejka 16
| Data            | Mecz |
| --------------- | --- |
| 8 sierpnia 1954 | Boca Juniors – Newell’s Old Boys 3:0 José Borello, Miguel A. Baiocco, ?                                      |
| 8 sierpnia 1954 | Club Atlético Lanús – River Plate 0:3 Santiago Vernazza (3)                                                  |
| 8 sierpnia 1954 | CA Platense – CA Banfield 3:0 Antonio Báez, Vicente Sayago, Alfredo López                                    |
| 8 sierpnia 1954 | Chacarita Juniors – Independiente 1:0 Francisco Campana                                                      |
| 8 sierpnia 1954 | Ferro Carril Oeste – CA Banfield 3:2 Antonio García (2), Antonio Garabal - Donato Hernández, José M. Sánchez |
| 8 sierpnia 1954 | Racing Club de Avellaneda – CA Tigre 2:1 Norberto Méndez, Manuel Blanco - José D. Chirico                    |
| 8 sierpnia 1954 | San Lorenzo de Almagro – Vélez Sarsfield 2:2 Oscar Coll, Ángel Berni - Norberto Conde (2)                    |
| 8 sierpnia 1954 | Rosario Central – Gimnasia y Esgrima La Plata 3:0 Humberto Rosa, Antonio Gauna, Federico Vairo               |

### Kolejka 17
| Data             | Mecz |
| ---------------- | --- |
| 15 sierpnia 1954 | Independiente – Boca Juniors 3:1 Rodolfo Micheli (2), Ricardo Bonelli - Felipe Zelada                                                  |
| 15 sierpnia 1954 | Gimnasia y Esgrima La Plata – Racing Club de Avellaneda 4:2 Luis Pentrelli, Fernando Walter, Raúl Gutiérrez (2) - Llamil Simes (2, 1k) |
| 15 sierpnia 1954 | CA Tigre – Club Atlético Lanús 1:0 Ernesto Cucchiaroni                                                                                 |
| 15 sierpnia 1954 | San Lorenzo de Almagro – CA Platense 3:1 Juan A. Benavídez (2), José F. Sanfilippo - Antonio Báez                                      |
| 15 sierpnia 1954 | River Plate – Ferro Carril Oeste 0:1 Antonio Garabal                                                                                   |
| 15 sierpnia 1954 | Vélez Sarsfield – CA Huracán 1:1 Oscar Huss - Elio Montaño                                                                             |
| 15 sierpnia 1954 | CA Banfield – Chacarita Juniors 0:3 Antonio Barta, José Barreiro, Julio Costa                                                          |
| 15 sierpnia 1954 | Newell’s Old Boys – Rosario Central 3:2 Eduardo Bernardo (2), Raúl O. Belén - Oscar Massei, Antonio Gauna                              |

### Kolejka 18
| Data             | Mecz |
| ---------------- | --- |
| 22 sierpnia 1954 | Boca Juniors – CA Banfield 2:1 Fausto Rosello (2) - Norberto Boggio                                                             |
| 22 sierpnia 1954 | CA Huracán – River Plate 1:2 Horacio Onzari - Enrique Sívori, Ángel Labruna                                                     |
| 22 sierpnia 1954 | CA Platense – Vélez Sarsfield 0:4 Norberto Conde, Juan J. Ferraro, Joaquín Martínez (2)                                         |
| 22 sierpnia 1954 | Rosario Central – Independiente 0:0                                                                                             |
| 22 sierpnia 1954 | Chacarita Juniors – San Lorenzo de Almagro 1:0 Francisco Campana                                                                |
| 22 sierpnia 1954 | Racing Club de Avellaneda – Newell’s Old Boys 1:1 Pedro Dellacha - Ramón Carranza                                               |
| 22 sierpnia 1954 | Club Atlético Lanús – Gimnasia y Esgrima La Plata 5:2 José Florio (3), Benito Cejas, Osvaldo Gil - José Maravilla, Héctor Barci |
| 22 sierpnia 1954 | Ferro Carril Oeste – CA Tigre 2:3 Héctor Berón, Carlos Lara - Héctor De Bourgoing (2), José D. Chirico                          |

### Kolejka 19
| Data             | Mecz |
| ---------------- | --- |
| 29 sierpnia 1954 | San Lorenzo de Almagro – Boca Juniors 1:1 Ángel Berni - Fausto Rosello                                              |
| 29 sierpnia 1954 | Independiente – Racing Club de Avellaneda 2:0 Juan P. Barraza (k), Ricardo Bonelli                                  |
| 29 sierpnia 1954 | Gimnasia y Esgrima La Plata – Ferro Carril Oeste 1:1 Fernando Walter - Antonio Garabal                              |
| 29 sierpnia 1954 | CA Tigre – CA Huracán 1:2 Héctor De Bourgoing - Elio Montaño, Mario Boyé (k)                                        |
| 29 sierpnia 1954 | Vélez Sarsfield – River Plate 3:1 Joaquín Martínez, Osvaldo Zubeldía, Juan J. Ferraro - Eliseo Prado                |
| 29 sierpnia 1954 | CA Platense – Chacarita Juniors 2:2 Gregorio Beraza, Antonio Báez - Antonio Barta, José Barreiro                    |
| 29 sierpnia 1954 | CA Banfield – Rosario Central 0:1 Antonio Gauna                                                                     |
| 29 sierpnia 1954 | Newell’s Old Boys – Club Atlético Lanús 4:1 Juan C. Bellotti, Bernabé Carranza (2), Eduardo Bernardo - Benito Cejas |

### Kolejka 20
| Data            | Mecz |
| --------------- | --- |
| 5 września 1954 | Boca Juniors – CA Platense 2:0 José Borello (2) |
| 5 września 1954 | Club Atlético Lanús – Independiente 0:3 Ernesto Grillo, Emilio Prato s, Osvaldo Cruz                                                                                     |
| 5 września 1954 | CA Huracán – Gimnasia y Esgrima La Plata 1:4 Elio Montaño - Fernando Walter (2), Luis Pentrelli, José Maravilla mecz rozegrany został na stadionie klubu Vélez Sarsfield |
| 5 września 1954 | River Plate – CA Tigre 5:1 Santiago Vernazza (2), Walter Gómez, Ángel Labruna, Eliseo Prado - José D. Chirico                                                            |
| 5 września 1954 | Racing Club de Avellaneda – CA Banfield 1:0 Norberto Méndez |
| 5 września 1954 | Ferro Carril Oeste – Newell’s Old Boys 2:2 Raúl Miralles s, Héctor Berón - Eduardo Bernardo, José Yudica                                                                 |
| 5 września 1954 | Rosario Central – San Lorenzo de Almagro 3:2 Juan Portaluppi (2), Raúl Gómez - Juan A. Benavídez, Ángel Berni                                                            |
| 5 września 1954 | Chacarita Juniors – Vélez Sarsfield 0:1 Juan J. Ferraro |

### Kolejka 21
| Data             | Mecz |
| ---------------- | --- |
| 12 września 1954 | Chacarita Juniors – Boca Juniors 1:2 Antonio Barta - Julio Marcarián, Juan C. Navarro                     |
| 12 września 1954 | San Lorenzo de Almagro – Racing Club de Avellaneda 1:2 Oscar Coll - Norberto Cupo, Juan J. Pizzuti        |
| 12 września 1954 | Independiente – Ferro Carril Oeste 3:0 Ernesto Grillo (2), Rodolfo Micheli                                |
| 12 września 1954 | Gimnasia y Esgrima La Plata – River Plate 1:2 José Maravilla - Ángel Labruna, Félix Loustau               |
| 12 września 1954 | Vélez Sarsfield – CA Tigre 2:1 Ángel Allegri, Norberto Conde - Juan C. Burgos                             |
| 12 września 1954 | CA Banfield – Club Atlético Lanús 2:3 Gustavo Albella (2) - Raúl García, Juan C. Tacchi, Emilio Fernández |
| 12 września 1954 | CA Platense – Rosario Central 2:2 Gregorio Beraza, Manuel Murúa - Humberto Rosa (2)                       |
| 12 września 1954 | Newell’s Old Boys – CA Huracán 2:0 Ramón Carranza, Bernabé Carranza                                       |

### Kolejka 22
| Data             | Mecz |
| ---------------- | --- |
| 19 września 1954 | Boca Juniors – Vélez Sarsfield 3:1 Julio Marcarián, José Borello, Juan C. Navarro - Norberto Conde                                                                            |
| 19 września 1954 | CA Huracán – Independiente 3:3 Elio Montaño (2), Ricardo Infante - Carlos Cecconato, Ernesto Grillo, Ricardo Bonelli mecz rozegrany został na stadionie klubu Vélez Sarsfield |
| 19 września 1954 | Club Atlético Lanús – San Lorenzo de Almagro 3:2 Benito Cejas, Emilio Fernández, Juan C. Tacchi (k) - Raúl Martínez, René Pontoni                                             |
| 19 września 1954 | River Plate – Newell’s Old Boys 1:2 Eliseo Prado - Raúl O. Belén, José Yudica                                                                                                 |
| 19 września 1954 | Racing Club de Avellaneda – CA Platense 2:2 Norberto Blanco, Arnaldo Balay - Gregorio Beraza (2)                                                                              |
| 19 września 1954 | CA Tigre – Gimnasia y Esgrima La Plata 1:2 Ernesto Paolazzi - Raúl Gutiérrez (2)                                                                                              |
| 19 września 1954 | Rosario Central – Chacarita Juniors 1:2 Alberto Ducca - Francisco Campana (2)                                                                                                 |
| 19 września 1954 | Ferro Carril Oeste – CA Banfield 3:0 Alberto De Zorzi, Antonio Garabal, Torres                                                                                                |

### Kolejka 23
| Data             | Mecz |
| ---------------- | --- |
| 26 września 1954 | Boca Juniors – Rosario Central 4:0 Juan C. Navarro, Fausto Rosello, José Borello (2)                                      |
| 26 września 1954 | Chacarita Juniors – Racing Club de Avellaneda 3:2 Perfecto Rodríguez (2, 1k), José Barreiro - Llamil Simes, Manuel Blanco |
| 26 września 1954 | San Lorenzo de Almagro – Ferro Carril Oeste 0:0                                                                           |
| 26 września 1954 | CA Banfield – CA Huracán 2:1 Antonio Villamor, Ernesto Álvarez - Perfecto Seijó s                                         |
| 26 września 1954 | Independiente – River Plate 0:0                                                                                           |
| 26 września 1954 | CA Platense – Club Atlético Lanús 1:1 Jorge Maldonado - Raúl García                                                       |
| 26 września 1954 | Vélez Sarsfield – Gimnasia y Esgrima La Plata 4:1 Norberto Conde (3), Juan J. Ferraro - Luis Pentrelli                    |
| 26 września 1954 | Newell’s Old Boys – CA Tigre 2:1 Ramón Carranza, Bernabé Carranza - Héctor De Bourgoing                                   |

### Kolejka 24
| Data                | Mecz |
| ------------------- | --- |
| 3 października 1954 | Racing Club de Avellaneda – Boca Juniors 1:2 Antonio Giosa - José Borello, Julio Marcarián |
| 3 października 1954 | CA Huracán – San Lorenzo de Almagro 1:1 Elio Montaño - Rubén Pizarro mecz rozegrany został na stadionie klubu Boca Juniors                                                                                      |
| 3 października 1954 | Rosario Central – Vélez Sarsfield 1:3 Juan Intini - Argentino Geronazzo, Osvaldo Zubeldía, Ernesto Sansone |
| 3 października 1954 | CA Tigre – Independiente 2:1 José D. Chirico (2) - Carlos Cecconato mecz przerwany w 28 minucie przy stanie 0:0, dokończony 6 października 1954                                                                 |
| 3 października 1954 | River Plate – CA Banfield 3:1 Julio Venini, Pascasio Sola, Norberto Menéndez - Raúl Graziolo mecz przerwany w 29 minucie przy stanie 2:0, dokończony 6 października 1954                                        |
| 3 października 1954 | Ferro Carril Oeste – CA Platense 2:2 Antonio Garabal, Alberto De Zorzi - Alfredo López, Héctor López mecz przerwany w 16 minucie przy stanie 1:0, dokończony 6 października 1954                                |
| 3 października 1954 | Club Atlético Lanús – Chacarita Juniors 0:0 mecz przerwany w 11 minucie, dokończony 6 października 1954 |
| 3 października 1954 | Gimnasia y Esgrima La Plata – Newell’s Old Boys 3:2 Fernando Walter, Héctor Barci, Raúl Gutiérrez - Bernabé Carranza, Raúl O. Belén mecz przerwany w 48 minucie przy stanie 1:1, dokończony 6 października 1954 |

### Kolejka 25
| Data                 | Mecz |
| -------------------- | --- |
| 10 października 1954 | Boca Juniors – Club Atlético Lanús 1:1 José Borello - Urbano Reynoso                                                                                  |
| 10 października 1954 | San Lorenzo de Almagro – River Plate 2:1 Ángel Berni, Ernesto Picot - Norberto Menéndez                                                               |
| 10 października 1954 | CA Platense – CA Huracán 5:3 Héctor López, Gregorio Beraza (2), Antonio Báez, Horacio Torello - Horacio Onzari, Ricardo Infante, Juan A. Bendazzi (k) |
| 10 października 1954 | Independiente – Gimnasia y Esgrima La Plata 2:2 Carlos Cecconato, Ernesto Grillo - Raúl Gutiérrez, Luis Pentrelli                                     |
| 10 października 1954 | Chacarita Juniors – Ferro Carril Oeste 1:1 Julio Costa - Torres                                                                                       |
| 10 października 1954 | Rosario Central – Racing Club de Avellaneda 4:1 Humberto Rosa (2), Oscar Massei, Juan Portaluppi - Juan J. Pizzuti                                    |
| 10 października 1954 | Vélez Sarsfield – Newell’s Old Boys 3:3 Juan J. Ferraro, Osvaldo Zubeldía, Luis Manzi - Raúl O. Belén, José Yudica, Ramón Carranza                    |
| 10 października 1954 | CA Banfield – CA Tigre 1:1 Ernesto Álvarez - Juan C. Burgos                                                                                           |

### Kolejka 26
| Data                 | Mecz |
| -------------------- | --- |
| 16 października 1954 | Ferro Carril Oeste – Boca Juniors 0:0 mecz przerwany w 35 minucie, dokończony 18 października 1954                                                      |
| 16 października 1954 | Newell’s Old Boys – Independiente 0:3 Rodolfo Micheli (3)                                                                                               |
| 16 października 1954 | River Plate – CA Platense 1:0 Enrique Sívori (k) mecz przerwany w 45 minucie przy stanie 0:0, dokończony 18 października 1954                           |
| 16 października 1954 | Gimnasia y Esgrima La Plata – CA Banfield 3:2 Héctor Barci, Luis Pentrelli, Raúl Gutiérrez - Ernesto Álvarez, Raúl Graziolo                             |
| 16 października 1954 | CA Huracán – Chacarita Juniors 1:1 Ricardo Infante - José Barreiro mecz przerwany w 30 minucie przy stanie 0:0, dokończony 18 października 1954         |
| 16 października 1954 | Racing Club de Avellaneda – Vélez Sarsfield 2:0 Ezra Sued, Juan J. Pizzuti mecz przerwany w 41 minucie przy stanie 1:0, dokończony 18 października 1954 |
| 16 października 1954 | CA Tigre – San Lorenzo de Almagro 2:0 José D. Perilli, Juan C. Burgos mecz przerwany w 31 minucie przy stanie 1:0, dokończony 18 października 1954      |
| 16 października 1954 | Club Atlético Lanús – Rosario Central 1:0 Nicolás Daponte (k) mecz przerwany w 45 minucie przy stanie 0:0, dokończony 18 października 1954              |

### Kolejka 27
| Data                 | Mecz |
| -------------------- | --- |
| 24 października 1954 | Boca Juniors – CA Huracán 6:1 Fausto Rosello (2), José Borello (2), Julio Marcarián (2) - Ricardo Infante                                    |
| 24 października 1954 | Vélez Sarsfield – Independiente 2:3 Luis Manzi, Osvaldo Zubeldía - Ernesto Grillo (2, 1k), Ricardo Bonelli                                   |
| 24 października 1954 | San Lorenzo de Almagro – Gimnasia y Esgrima La Plata 5:1 Oscar Coll, Juan A. Benavídez, Rubén Pizarro (2), Ángel Berni (k) - Fernando Walter |
| 24 października 1954 | Rosario Central – Ferro Carril Oeste 0:0 |
| 24 października 1954 | Chacarita Juniors – River Plate 0:2 Roberto Zárate, Eliseo Prado                                                                             |
| 24 października 1954 | Racing Club de Avellaneda – Club Atlético Lanús 2:0 Manuel Blanco, Norberto Cupo                                                             |
| 24 października 1954 | CA Platense – CA Tigre 1:0 Gregorio Beraza                                                                                                   |
| 24 października 1954 | CA Banfield – Newell’s Old Boys 2:0 Adalberto Rodríguez (2)                                                                                  |

### Kolejka 28
| Data                 | Mecz                                                                                                   |
| -------------------- | --- |
| 31 października 1954 | River Plate – Boca Juniors 3:0 Ángel Labruna (2), Walter Gómez                                         |
| 31 października 1954 | Independiente – CA Banfield 2:0 Carlos Cecconato, Ricardo Bonelli                                      |
| 31 października 1954 | Ferro Carril Oeste – Racing Club de Avellaneda 1:1 Alberto Piovano - Oscar Rossi                       |
| 31 października 1954 | CA Huracán – Rosario Central 0:0                                                                       |
| 31 października 1954 | Newell’s Old Boys – San Lorenzo de Almagro 2:2 Eduardo Bernardo, Raúl O. Belén - Juan A. Benavídez (2) |
| 31 października 1954 | CA Tigre – Chacarita Juniors 1:3 José D. Chirico - Perfecto Rodríguez, Julio Costa, Antonio Barta      |
| 31 października 1954 | Gimnasia y Esgrima La Plata – CA Platense 1:3 Oscar Arayco - Gregorio Beraza (2), Manuel Murúa         |
| 31 października 1954 | Club Atlético Lanús – Vélez Sarsfield 2:1 Raúl Contini, Benito Cejas - Norberto Conde                  |

### Kolejka 29
| Data              | Mecz |
| ----------------- | --- |
| 6 listopada 1954  | Rosario Central – River Plate 4:0 Oscar Massei, Matías Cardoso, Antonio Gauna, Humberto Rosa |
| 11 listopada 1954 | Boca Juniors – CA Tigre 1:0(1:0) Widzowie: 29 300 Sędzia: Harry Hartles Bramki: 1:0 Miguel Ángel Baiocco 42 Club Atlético Boca Juniors: Julio Elías Musimessi – Juan Carlos Colman, Héctor Raúl Otero, Francisco Lombardo, Eliseo Víctor Mouriño, Natalio Agustín Pescia, Juan Carlos Navarro, Miguel Ángel Baiocco, José Borello, Iseo Fausto Rosello, Julio Marcarian. Club Atlético Tigre: Miguel Ángel Rugilo – Oscar Luis Gaggino, Rodolfo Bores, Fernando Manuel Gianserra, José María Golias, Jorge Lorenzo Hidalgo, Héctor Adolfo De Bourgoing, Juan Carlos Burgos, José Domingo Chirico, Ernesto Paolazzi, Ernesto Bernardo Cucchiaroni. |
| 11 listopada 1954 | San Lorenzo de Almagro – Independiente 1:5 Ángel Berni - Emilio Varacka, Ricardo Bonelli, Carlos Cecconato, Ernesto Grillo, Rodolfo Micheli (k) |
| 11 listopada 1954 | Club Atlético Lanús – Ferro Carril Oeste 0:0 |
| 11 listopada 1954 | Chacarita Juniors – Gimnasia y Esgrima La Plata 2:0 Perfecto Rodríguez (2) |
| 11 listopada 1954 | Racing Club de Avellaneda – CA Huracán 0:0 |
| 11 listopada 1954 | Vélez Sarsfield – CA Banfield 2:1 Norberto Conde, Luis Manzi - Adalberto Rodríguez |
| 11 listopada 1954 | CA Platense – Newell’s Old Boys 2:0 Horacio Toriello, Mario Papa |

### Kolejka 30
| Data              | Mecz |
| ----------------- | --- |
| 14 listopada 1954 | Gimnasia y Esgrima La Plata – Boca Juniors 1:7 Raúl Gutiérrez - José Borello (4), Miguel A. Baiocco (3) mecz rozegrany został na stadionie klubu Boca Juniors           |
| 14 listopada 1954 | River Plate – Racing Club de Avellaneda 1:1 Roberto Zárate - Norberto Cupo                                                                                              |
| 14 listopada 1954 | CA Banfield – San Lorenzo de Almagro 0:0 |
| 14 listopada 1954 | Independiente – CA Platense 1:1 Rodolfo Micheli - Mario Papa |
| 14 listopada 1954 | Ferro Carril Oeste – Vélez Sarsfield 4:2 Alberto Piovano (2), Antonio García, Carlos Lara - Juan J. Ferraro, Norberto Conde                                             |
| 14 listopada 1954 | CA Huracán – Club Atlético Lanús 3:3 Juan M. Filgueiras (2, 2k), Marcelo Ortigüela - Raúl García, Juan C. Tacchi (k), Osvaldo Gil                                       |
| 14 listopada 1954 | CA Tigre – Rosario Central 3:0 Juan C. Burgos (2), Héctor De Bourgoing (k)                                                                                              |
| 14 listopada 1954 | Newell’s Old Boys – Chacarita Juniors 5:3 José Yudica, Orlando Peloso, Eduardo Bernardo, Juan C. Bellotti, Bernabé Carranza - José Barreiro, Perfecto Rodríguez (2, 1k) |

### Końcowa tabela sezonu 1954
| Poz | Klub                        | Mecze | Zw | Rem | Por | Pkt | BrZd | BrStr |
| --- | --------------------------- | ----- | -- | --- | --- | --- | ---- | ----- |
| 1   | Boca Juniors                | 30    | 21 | 3   | 6   | 45  | 60   | 26    |
| 2   | Independiente               | 30    | 15 | 11  | 4   | 41  | 61   | 29    |
| 3   | River Plate                 | 30    | 16 | 6   | 8   | 38  | 56   | 37    |
| 4   | CA Platense                 | 30    | 10 | 13  | 7   | 33  | 54   | 50    |
| 5   | Club Atlético Lanús         | 30    | 11 | 11  | 8   | 33  | 45   | 51    |
| 6   | Ferro Carril Oeste          | 30    | 8  | 16  | 6   | 32  | 42   | 41    |
| 7   | San Lorenzo de Almagro      | 30    | 12 | 7   | 11  | 31  | 58   | 48    |
| 8   | Chacarita Juniors           | 30    | 10 | 9   | 11  | 29  | 37   | 40    |
| 9   | CA Vélez Sarsfield          | 30    | 10 | 8   | 12  | 28  | 50   | 47    |
| 10  | Racing Club de Avellaneda   | 30    | 10 | 7   | 13  | 27  | 42   | 54    |
| 11  | Newell’s Old Boys           | 30    | 9  | 8   | 13  | 26  | 49   | 55    |
| 12  | Rosario Central             | 30    | 9  | 8   | 13  | 26  | 45   | 52    |
| 13  | CA Tigre                    | 30    | 11 | 4   | 15  | 26  | 42   | 50    |
| 14  | Gimnasia y Esgrima La Plata | 30    | 8  | 8   | 14  | 24  | 48   | 71    |
| 15  | CA Huracán                  | 30    | 5  | 13  | 12  | 23  | 46   | 59    |
| 16  | CA Banfield                 | 30    | 6  | 6   | 18  | 18  | 33   | 58    |

### Klasyfikacja strzelców bramek 1954
| Gole | Piłkarz         | Klub                        |
| ---- | --------------- | --------------------------- |
| 19   | José Borello    | Boca Juniors                |
| 19   | Norberto Conde  | CA Vélez Sarsfield          |
| 18   | Ángel Berni     | San Lorenzo de Almagro      |
| 17   | Raúl Gutiérrez  | Gimnasia y Esgrima La Plata |
| 16   | Rodolfo Micheli | Independiente               |